# Mazurskie Miody
Mazurskie Miody – polskie przedsiębiorstwo branży spożywczej z siedzibą w Tomaszkowie (gmina Stawiguda, województwo warmińsko-mazurskie).

## Historia
Założycielem przedsiębiorstwa był Bogdan Piasecki, który w 1964 utworzył pierwszą pasiekę. Stopniowy rozwój spowodował powstanie zakładu konfekcjonującego miód pszczeli przy ulicy Towarowej w Olsztynie. W 2006 siedziba i zakład produkcyjny zostały przeniesione do wybudowanego od podstaw budynku w Tomaszkowie z wkomponowaną w elewacje charakterystyczna sylwetką beczki. Od 2007 w ofercie pojawiły się miody pitne, a później okowita. W 2016 do sprzedaży trafiła nowa seria miodów (Miód Polski). Po dłuższym okresie przygotowań w 2017 roku rozpoczęto sprzedaż pierwszej polskiej whisky single malt.

## Osiągnięcia
Do najważniejszych osiągnięć przedsiębiorstwa należą:
- wskrzeszenie receptur dawnych polskich okowit: Okowity Miodowej Mazurskiej (45% alk.) oraz Okowity Miodowej Warmińskiej (42% alk.) – ta pierwsza oznaczona jest certyfikatem Jakość Tradycja,
- okowita miodowa Bairille, nawiązująca do metod wytwarzania szkockich whisky, w beczkach dębowych z terenu Warmii i Mazur, zdobyła I nagrodę na finale regionalnym w Olsztynie w konkursie Nasze Kulinarne Dziedzictwo – Smaki Regionów (2016),
- stworzenie pierwszej polskiej whisky single malt – The Langlander Single Malt, produkowanej wyłącznie z polskich surowców i dostępnej w limitowanej edycji[2].

Ponadto przedsiębiorstwo otrzymało następujące nagrody:
- brązowy medal dla Trójniaka Markowego Rycerskiego – The Mazer Cup 2018,
- Debiut roku dla Kraftowego Bimbru Rozlanego Nocą (2017),
- I miejsce w The Mazer Cup 2016 – Trójniak Mazurski (2016),
- I miejsce Produkt i Usługa Warmii i Mazur 2016 –  Bairille Honey Distillate,
- Miód Pitny Dwójniak Grunwaldzki otrzymał Znak Poznaj Dobrą Żywność (2012),
- w konkursie na Najlepszy Produkt i Usługę Warmii i Mazur Trójniak Mazurski otrzymał statuetkę w kategorii Produkt żywnościowy (2012)[3].